# Anthracus
Anthracus is een geslacht van kevers uit de familie van de loopkevers (Carabidae). De wetenschappelijke naam van het geslacht is voor het eerst geldig gepubliceerd in 1850 door Motschulsky.

## Soorten
Het geslacht Anthracus omvat de volgende soorten:
- Anthracus angusticollis (Peringuey, 1908)
- Anthracus annamensis (Bates, 1889)
- Anthracus basanicus J.Sahlberg, 1908
- Anthracus biplagiatus (Boheman, 1858)
- Anthracus boops (J.Sahlberg In Reitter, 1900)
- Anthracus coloratus Jedlicka, 1936
- Anthracus consputus (Duftschmid, 1812)
- Anthracus cordiger Basilewsky, 1951
- Anthracus currilis Normand, 1941
- Anthracus decellei Basilewsky, 1968
- Anthracus descarpentriesi Jeannel, 1948
- Anthracus drurei (Pic, 1904)
- Anthracus exactellus (Darlington, 1968)
- Anthracus exactus (Darlington, 1968)
- Anthracus flavipennis (Lucas, 1846)
- Anthracus fonticola Normand, 1938
- Anthracus franzi Basilewsky, 1961
- Anthracus furvinus (Darlington, 1968)
- Anthracus furvus (Andrewes, 1947)
- Anthracus glabrus Louwerens, 1952
- Anthracus hauseri A.Fleischer, 1914
- Anthracus horni (Andrewes, 1923)
- Anthracus indicus Jaeger, 2012
- Anthracus insignis Reitter, 1884
- Anthracus latus Jaeger, 2012
- Anthracus longicornis (Schaum, 1857)
- Anthracus madecassus Jeannel, 1948
- Anthracus overlaeti (Burgeon, 1936)
- Anthracus pallidus Basilewsky, 1951
- Anthracus papua (Darlington, 1968)
- Anthracus punctulatus (Hatch, 1953)
- Anthracus quarnerensis (Reitter, 1884)
- Anthracus schuhi Jaeger, 2012
- Anthracus tener (Leconte, 1857)
- Anthracus transversalis (Schaum, 1862)
- Anthracus ustus (Andrewes, 1930)
- Anthracus vanharteni Jaeger & Felix, 2009
- Anthracus wrasei Jaeger, 2012